# Barbut crestat
El barbut crestat (Trachyphonus vaillantii) és una espècie d'ocell de la família dels líbids (Lybiidae) que habita sabanes, zones arbustives i boscos de ribera de l'oest i centre d'Angola, Zàmbia, Malawi, sud-est de la República Democràtica del Congo, Ruanda, Burundi, Uganda i Tanzània, i cap al sud fins Zimbàbue, Moçambic, nord-est de Namíbia, nord, est i sud-est de Botswana i Sud-àfrica oriental.